# 夜ノ森駅

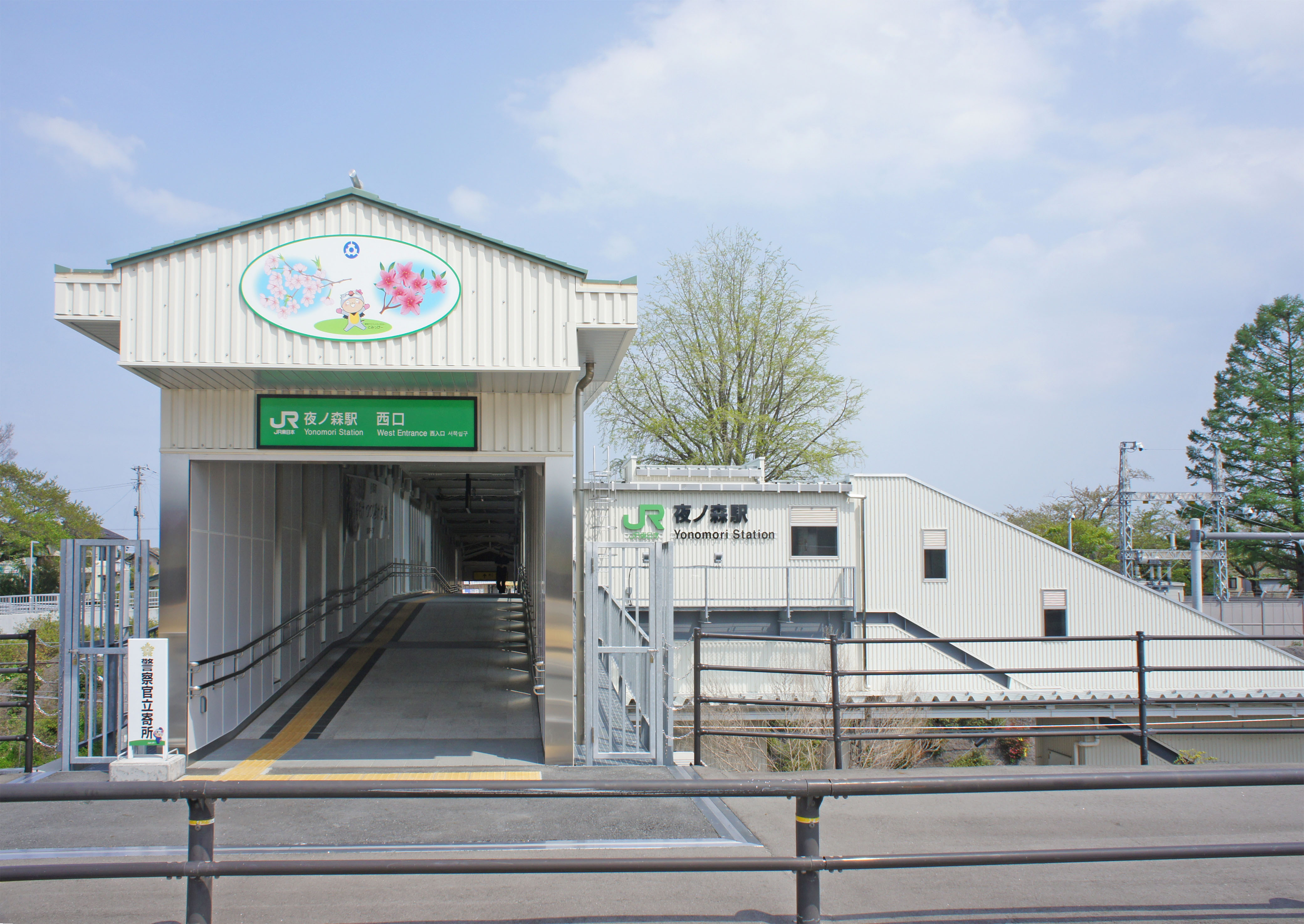
西口（2022年4月）

夜ノ森駅（よのもりえき）は、福島県双葉郡富岡町大字本岡字新夜ノ森にある、東日本旅客鉄道（JR東日本）常磐線の駅である。

## 歴史
大正初め、日本鉄道の基本計画は富岡小良ケ浜から熊町（大熊町熊）を通って大野へ接続する路線が計画された。また、当時川内村から産出される木材を輸送するために、富岡駅まで運ぶ必要があった。このため、上岡村（現・富岡町夜ノ森）周辺に住む但野芳蔵を中心とした有志一同により、1907年（明治40年）頃からおおよそ2年に渡り、駅設置の請願がなされた。但野は大正六年七月十五日から有志数人を連れて度々、東京鉄道管理局水戸運輸局や東京の鉄道省へ請願に赴いている。但野、単独でも五十五回、東京へ赴いている。合わせて、当地の憲政会代議士であった半谷清壽の助力もあり、駅敷地の寄付などの五条件を満たすことにより、当地への駅設置が許可された。大正七年十月、許可が下りるまで実に一年三ヶ月の年月を経た。
駅の設置で一番の問題となったのが工費負担と蒸気機関車への水の供給である。但野は富岡川から熊川の範囲を自費で建設することと水を供給する井戸（現・夜ノ森駅駐輪場）、機関車に水を提供するための引込み線の提供を承諾し夜ノ森駅の建設の承諾をとりつける。但野が提供した人夫は1日1,000人であった。
当初、誘致活動に熱心であった半谷は夜ノ森駅の道路建設に際して但野と対立し夜ノ森駅開発から完全に手を引く。1922年（大正11年）には夜ノ森駅開設に関わった殉職者のために慰霊祭が執り行われた。但野芳蔵の功績は夜ノ森駅駐車場に建てられた顕彰碑に刻まれている。

### 年表
- 1921年（大正10年）3月15日：鉄道省の駅として開業[11]。
- 1949年（昭和24年）6月1日：日本国有鉄道が発足。
- 1952年（昭和27年）8月5日：水戸鉄道管理局に移管される[12]。
- 1972年（昭和47年）10月2日：貨物の取り扱いを廃止[3]。
- 1984年（昭和59年）
  - 2月1日：荷物の扱いを廃止[3]。駅員無配置駅となる[13]。
  - 3月1日：国鉄合理化の一環として、駅業務を富岡町に委託する[12]。
- 1987年（昭和62年）4月1日：国鉄分割民営化に伴い、東日本旅客鉄道（JR東日本）の駅となる[3]。
- 2011年（平成23年）3月11日：東日本大震災および福島第一原子力発電所事故により営業休止。
- 2016年（平成28年）11月：復旧工事のため構内の除染に着手。ツツジを伐採。
- 2018年（平成30年）6月：駅舎の老朽化に加え、除染後の放射線量が十分に下がらない可能性もあるため、解体再整備することを発表[新聞 1]。
- 2019年（平成31年・令和元年）
  - 1月21日：駅舎の解体工事を開始[14][新聞 2]。
  - 12月18日：富岡駅 - 浪江駅間の運転再開に向けて、設備確認等を行うための試運転列車の運行を開始[報道 1]。
- 2020年（令和2年）
  - 3月10日：当駅周辺において設定されていた帰還困難区域の一部の避難指示を解除[新聞 3]。
  - 3月14日：富岡駅 - 浪江駅間の運転再開に伴い、営業を再開[報道 2][新聞 4]。東京近郊区間に編入される[報道 3][報道 2]。ICカード「Suica」の利用が可能となる[報道 2]。東西自由通路および新駅舎（橋上駅舎）の供用を開始[報道 4][新聞 5]。終日無人化[新聞 6]。
  - 11月30日：旧駅舎を再現した待合室が完成[新聞 7]。
- 2024年（令和6年）10月1日：えきねっとQチケのサービスを開始[1][報道 5]。

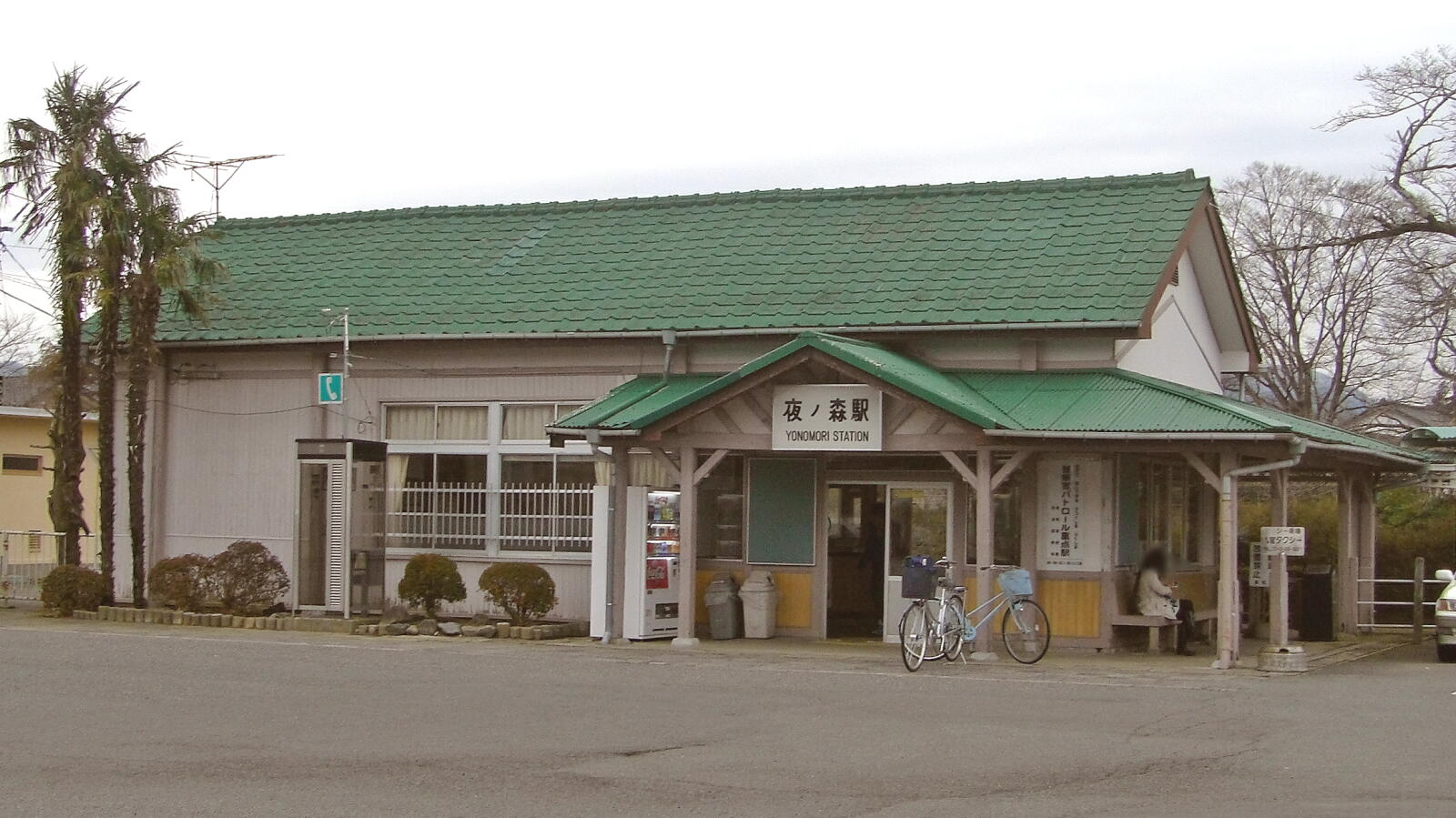
旧駅舎（2009年2月）
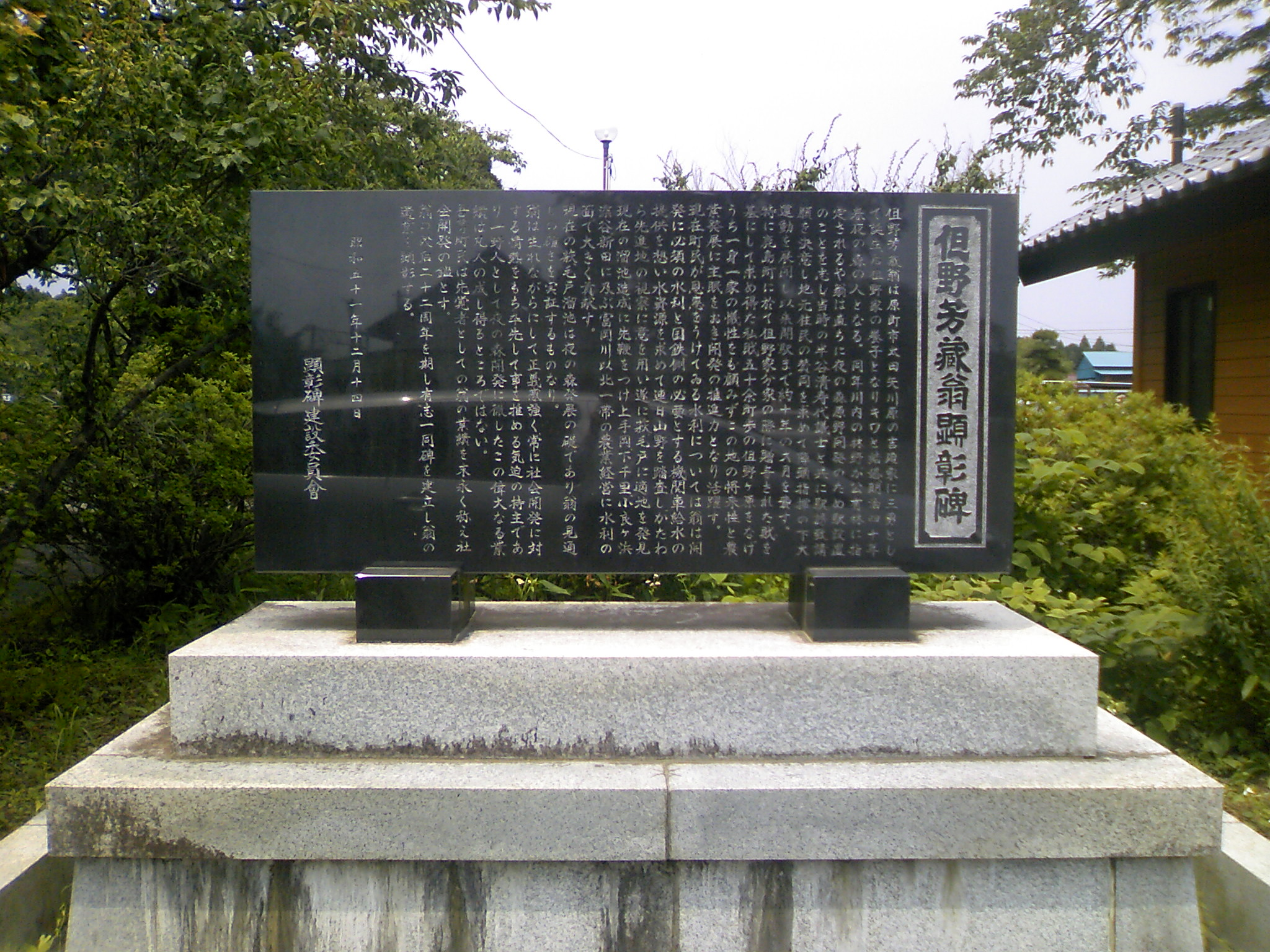
夜ノ森に駅と水利をもたらした但野芳蔵の顕彰碑（2009年6月）

## 駅構造
島式ホーム1面2線を有する地上駅である。簡易Suica改札機が設置されている。
震災前は富岡駅管理の簡易委託駅で、実際には受託者の富岡町がJR水戸鉄道サービス（当時）に再委託していた。毎年5月のツツジの時期には日中時間帯に管理駅から富岡駅員が派遣され、ホームでの旅客整理に当たっていた。
駅舎は避難指示に伴い老朽化が進んだことや、除染後も線量が下がらない可能性から、運転再開にあたって東西自由通路を設けた橋上駅へ改築された。さらに富岡町では、新たな待合室は可能な限り旧駅舎の姿に近づけ、駅舎内の備品を配置するなど震災遺構としての機能を備えるとしている。

### のりば
| 番線 | 路線    | 方向 | 行先             |
| ---- | ------- | ---- | ---------------- |
| 1    | ■常磐線 | 上り | いわき・水戸方面 |
| 2    | ■常磐線 | 下り | 原ノ町・仙台方面 |

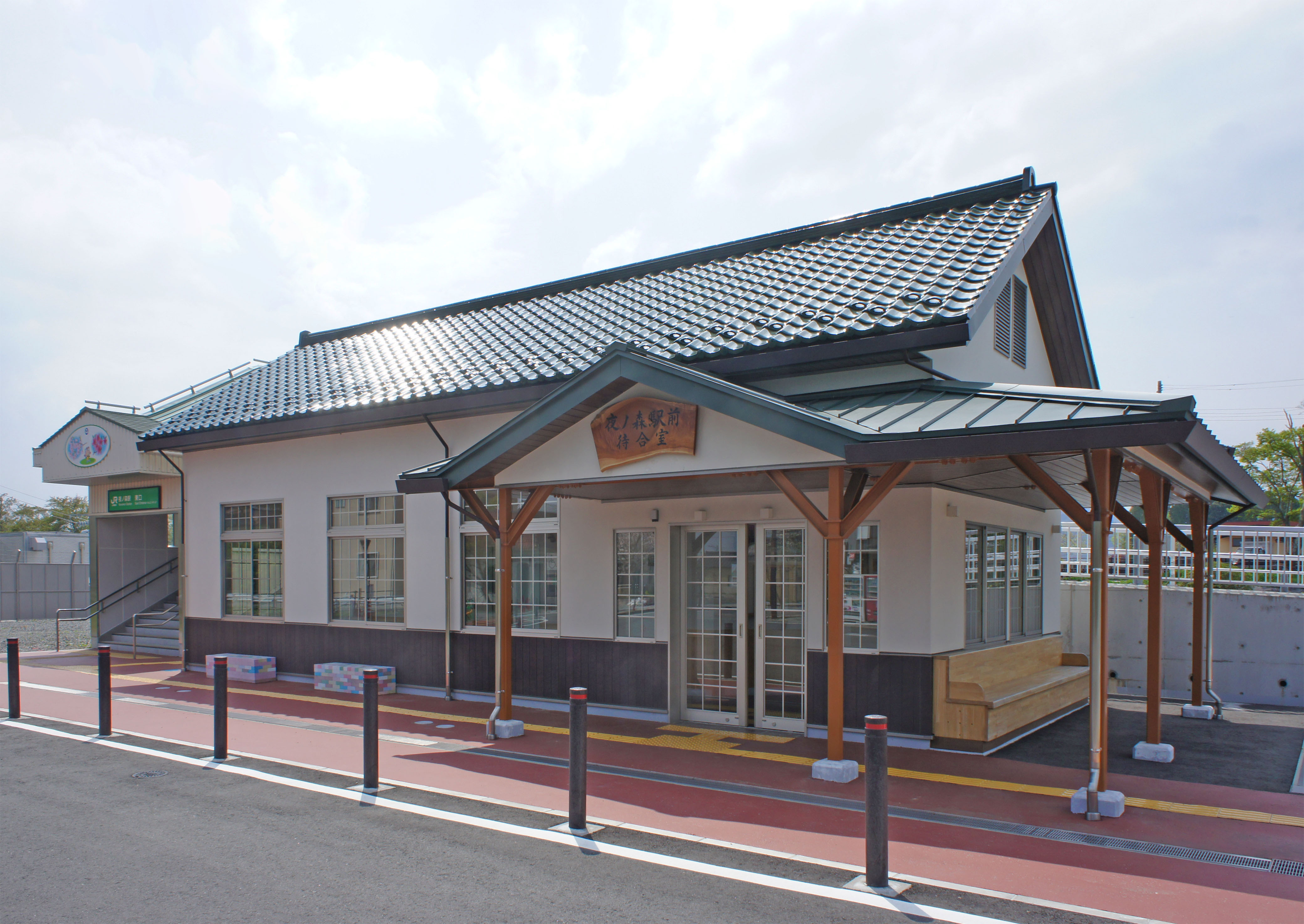
待合室（2022年4月）
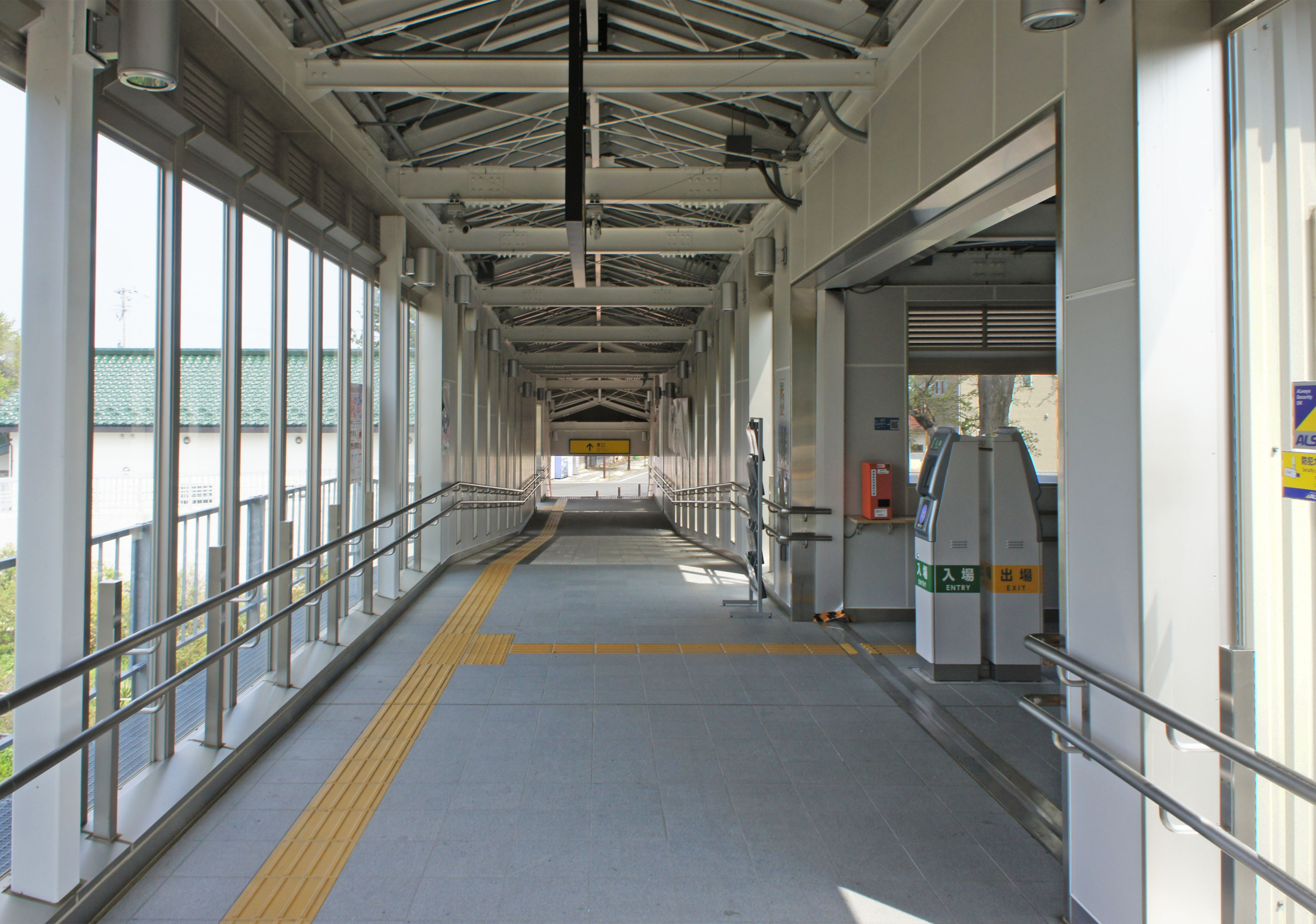
東西自由通路（2022年4月）
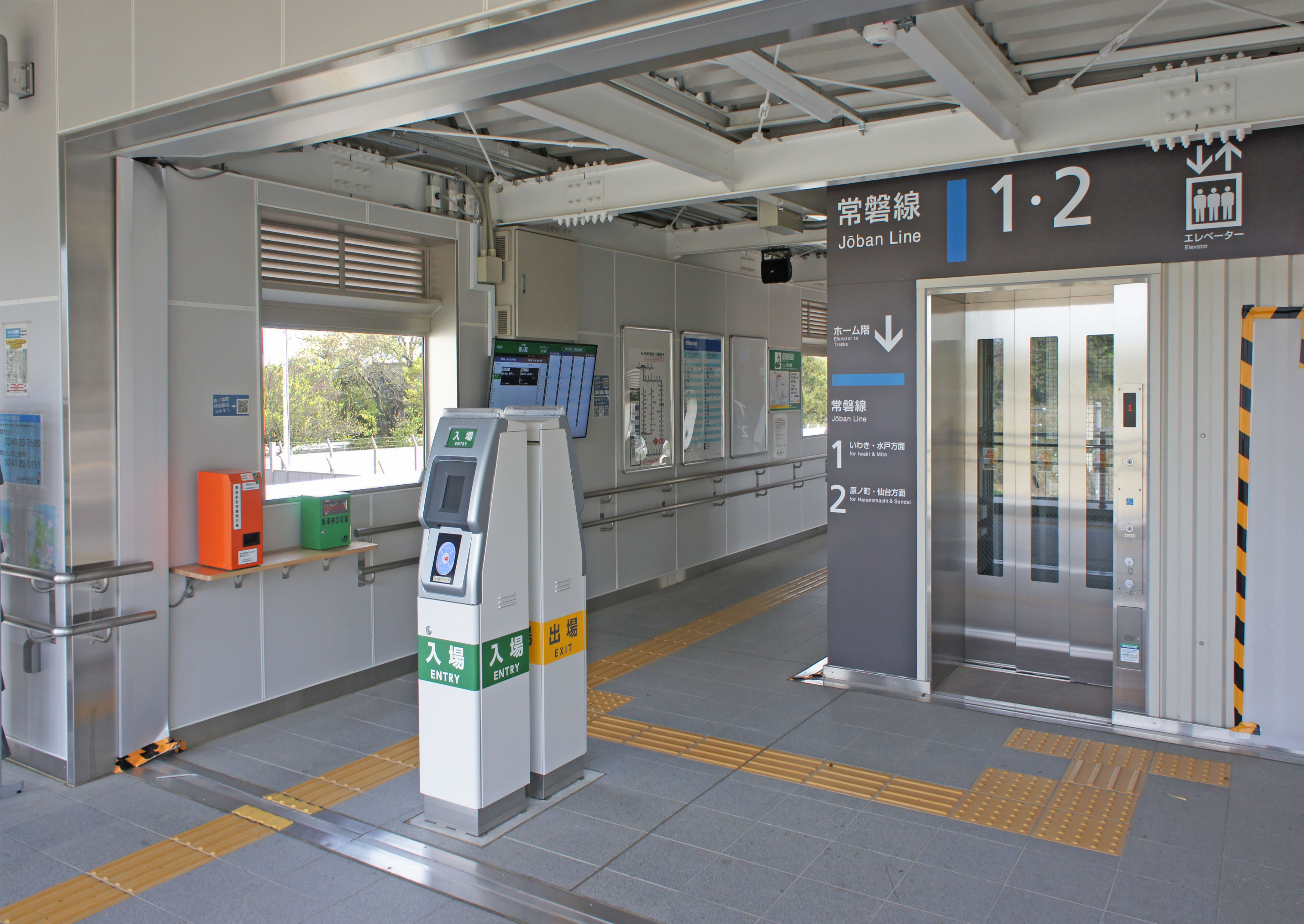
改札口（2022年4月）
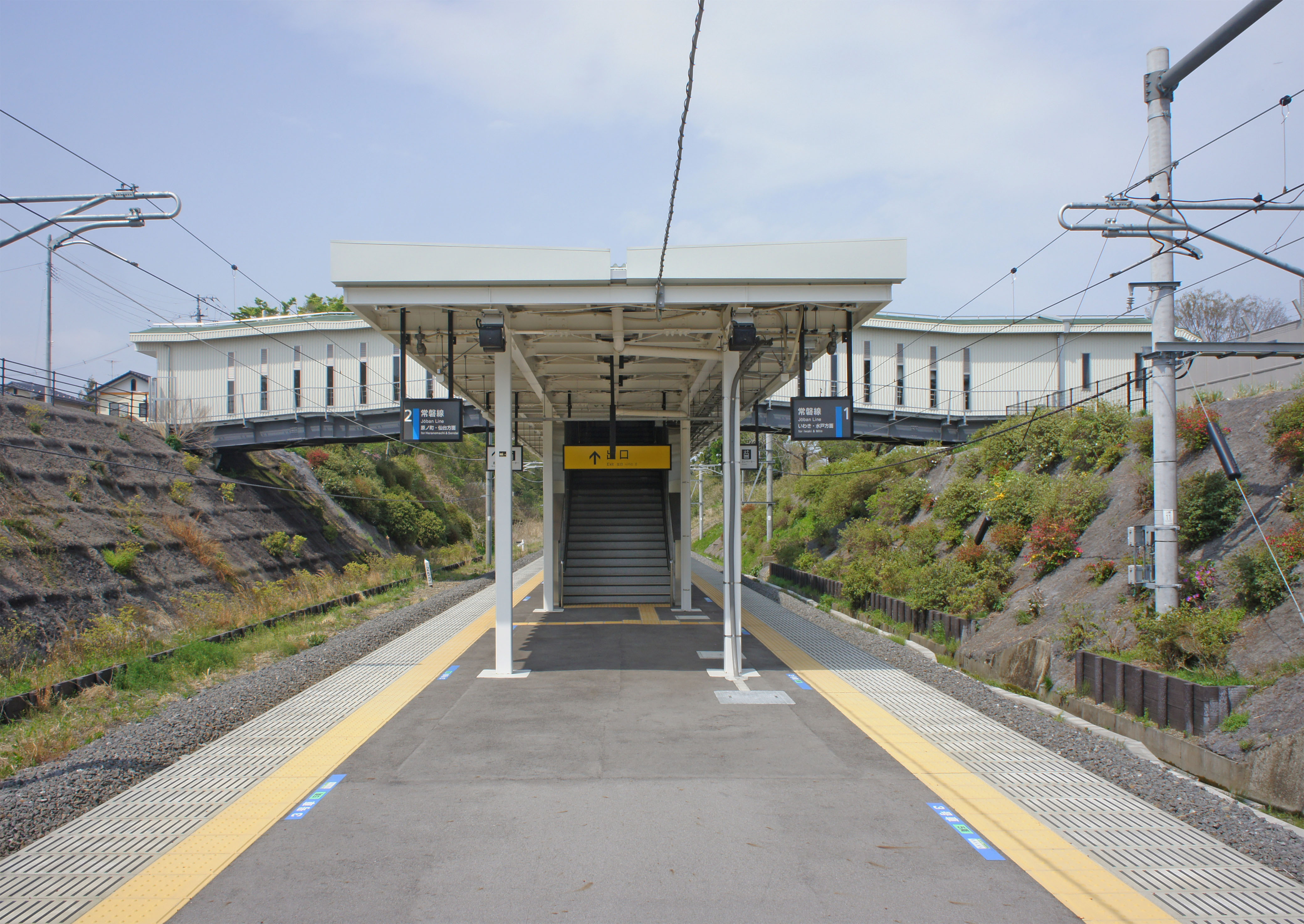
ホーム（2022年4月）

## 利用状況
JR東日本によると、2000年度（平成12年度）- 2010年度（平成22年度）の1日平均乗車人員の推移は以下のとおりであった。
なお、2011年（平成23年）3月11日 - 2020年（令和2年）3月13日までは前述のとおり営業休止となり、翌3月14日の営業再開以降は無人駅となったため、2011年度（平成23年度）以降の統計値は公表されていない。
| 乗車人員推移       | 乗車人員推移     | 乗車人員推移    |
| 年度               | 1日平均 乗車人員 | 出典            |
| ------------------ | ---------------- | --------------- |
| 2000年（平成12年） | 401              | [ 利用客数 1 ]  |
| 2001年（平成13年） | 401              | [ 利用客数 2 ]  |
| 2002年（平成14年） | 383              | [ 利用客数 3 ]  |
| 2003年（平成15年） | 383              | [ 利用客数 4 ]  |
| 2004年（平成16年） | 386              | [ 利用客数 5 ]  |
| 2005年（平成17年） | 380              | [ 利用客数 6 ]  |
| 2006年（平成18年） | 382              | [ 利用客数 7 ]  |
| 2007年（平成19年） | 391              | [ 利用客数 8 ]  |
| 2008年（平成20年） | 378              | [ 利用客数 9 ]  |
| 2009年（平成21年） | 380              | [ 利用客数 10 ] |
| 2010年（平成22年） | 359              | [ 利用客数 11 ] |

## 駅周辺

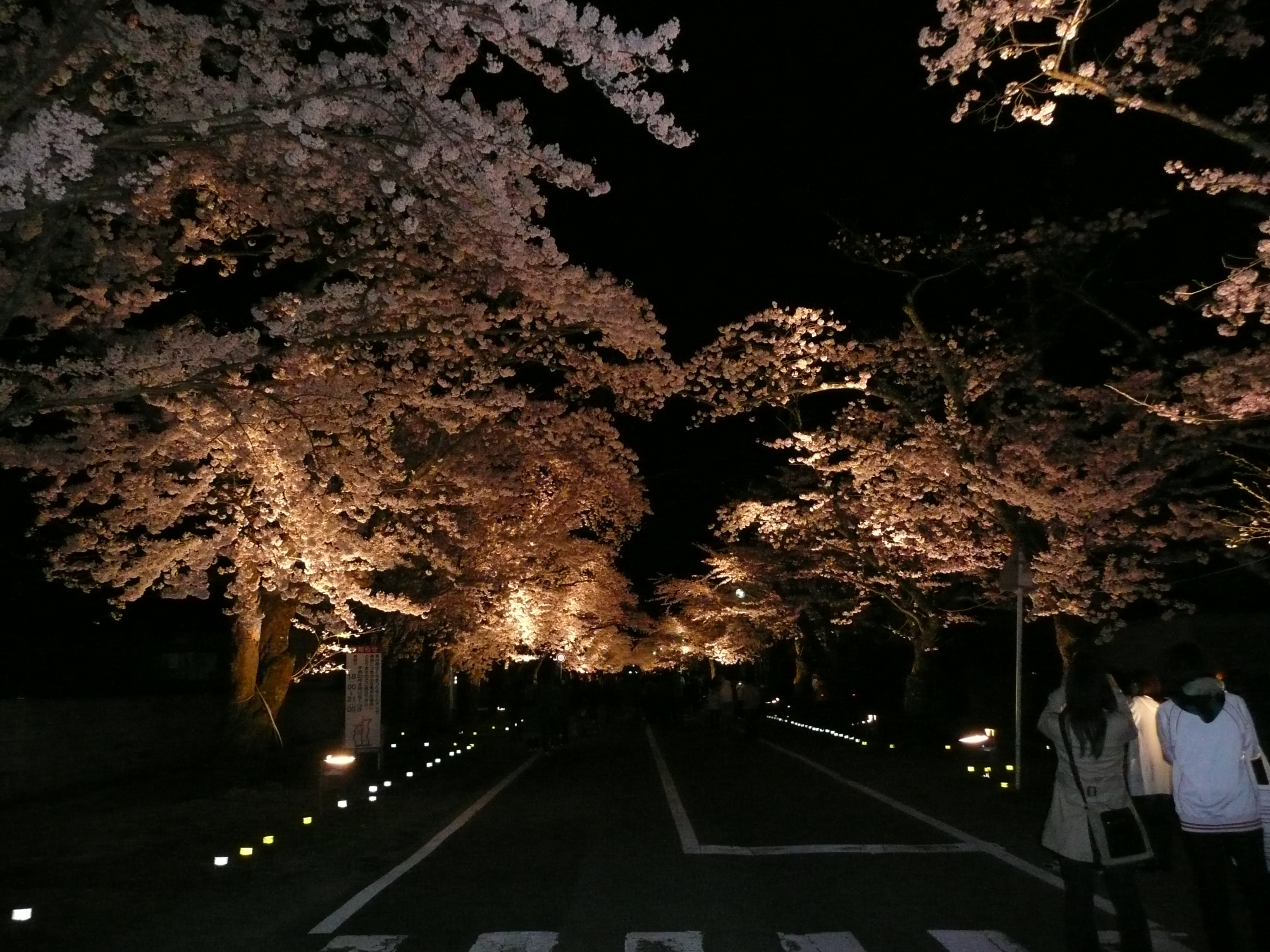
桜の季節になると、公園周辺の公道は歩行者天国となり、ライトアップされた夜桜を堪能できる。（2008年4月）

当駅および周辺の一帯は福島第一原子力発電所事故により避難指示が出されていたが、駅西側の避難指示については2017年（平成29年）4月までに全面解除された。駅構内と駅東側の区域は帰還困難区域内に設けられる特定復興再生拠点区域内であり、駅再開を前に2020年（令和2年）3月10日に先行措置として駅構内および駅前の避難指示が解除され、駅へのアクセス道路も通行可能となった。それ以外の特定復興再生拠点区域についても、2023年（令和5年）4月1日に避難指示が解除されている。
- 夜の森公園
- リフレ富岡
- 富岡町文化交流センター学びの森
- 夜ノ森郵便局
- あぶくま信用金庫夜ノ森支店
- 小良ヶ浜灯台
- 双葉警察署夜ノ森駐在所
- 国道6号（陸前浜街道）
- 福島県道35号いわき浪江線
- 福島県道36号小野富岡線
- 福島県道112号富岡大越線（都路街道）
- 福島県道251号小良ヶ浜野上線
- 常磐自動車道 常磐富岡インターチェンジ
- 新福島変電所 - 山側3キロメートルほどに位置する。

### バス路線
「夜ノ森駅西口」バス停から新常磐交通の富岡 - 川内線が1日3往復発着している（土休日運休）。

## ツツジ

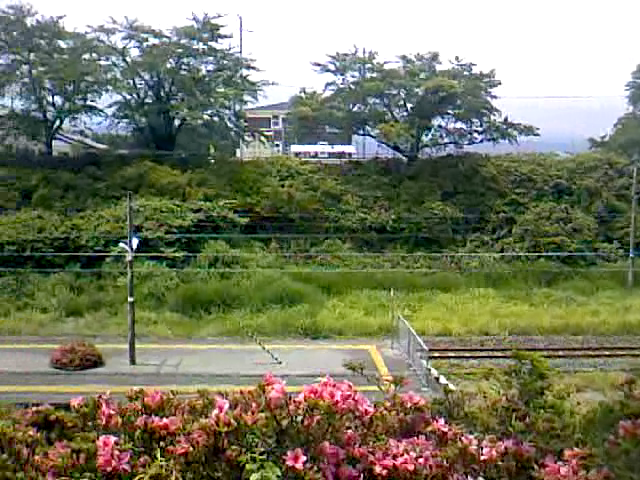
改札外から夜ノ森駅ホームを望む（2009年6月）

夜ノ森は桜の名所として有名であるが、当駅はツツジの名所として有名である。ホームの両側1キロメートルほどの範囲に約6,000株のツツジが植えられており、1981年（昭和56年）には「花と緑の駅コンクール」最優秀賞、1986年（昭和61年）にはツツジが富岡町の花となり、2002年（平成14年）に東北の駅百選に選定された。ツツジが咲く季節である5月には、線路両側の斜面がツツジの花で覆われた。

### 起源・震災前
ツツジの移植の起源は当時東京で暮らしていた半谷六郎が東京の山手線駒込駅の土手に植えられたツツジを見て「夜ノ森」という暗いイメージを「花の森」にしたいと1939年（昭和14年）からツツジを移植したのが始まりである。その後、但野芳美・田中武雄を始めとする有志が再移植し現在にいたっている。地域住民により年1度、下草刈りなどのボランティア活動も行われている。
ツツジのシーズンには「スーパーひたち」が当駅を減速して通過した。簡易委託駅であったため、発券出来る券種は限定されていたため、通常は入場券の発売をしていないが、ツツジ花見客のために花のシーズンのみに限り入場券を発売した。

### 伐採・再生
震災後、福島第一原子力発電所からおよそ7キロメートルの地点にある当駅構内は帰還困難区域に含まれた。このため当駅を含む富岡 - 浪江間は比較的高い放射線量の区間があった（2015年〈平成27年〉3月時点での空間線量率は平均4.1μSv/h、当駅付近もほぼ同等だった。現在はかなり低くなっている）。
2016年（平成28年）3月18日より順次着手している除染・復旧工事ではバラストや枕木の交換のほか、除草・伐採、のり面・路盤のすきとり、モルタル・植生基材吹付がおこなわれる。この除染に当たり、2016年8月にJR東日本からツツジの伐採の方針が示され、富岡町は再考を求めた。JR側は一部を駅舎北側に移植する案を示したが、樹皮や周辺土壌の放射性物質濃度は1キロ当たり数万ベクレルにおよぶため、町では風評を考え移設を断念し、高圧洗浄しても枯れる可能性が高いことから伐採・現地再生と植樹を行う方針となった。
これにより、既存のものは2017年（平成29年）に幹と枝が伐採され切り株となったが、2020年（令和2年）より再生の傾向が見られ、数十株で開花が確認されている。

## 隣の駅
東日本旅客鉄道（JR東日本）
■常磐線
富岡駅 - 夜ノ森駅 - 大野駅

### 記事本文

#### 報道発表資料
1. ↑  『常磐線（富岡駅〜浪江駅間）の試運転の実施について』（PDF）（プレスリリース）東日本旅客鉄道水戸支社、2019年12月4日。オリジナルの2019年12月6日時点におけるアーカイブ。2020年1月22日閲覧。
2. 1 2 3  『常磐線（富岡駅～浪江駅間）の運転再開について』（PDF）（プレスリリース）東日本旅客鉄道、2020年1月17日。オリジナルの2020年1月17日時点におけるアーカイブ。2020年1月17日閲覧。
3. ↑  『常磐線（富岡駅〜浪江駅間）の運転再開及びおトクなきっぷの発売等について』（PDF）（プレスリリース）東日本旅客鉄道水戸支社、2020年1月17日。オリジナルの2020年1月20日時点におけるアーカイブ。2020年1月20日閲覧。
4. ↑  『常磐線夜ノ森駅東西自由通路及び橋上駅舎新設工事について』（PDF）（プレスリリース）東日本旅客鉄道水戸支社、2019年2月15日。オリジナルの2020年10月21日時点におけるアーカイブ。2020年12月1日閲覧。
5. ↑  『Suicaエリア外もチケットレスで! 東北エリアから「えきねっとQチケ」がはじまります』（PDF）（プレスリリース）東日本旅客鉄道、2024年7月11日。オリジナルの2024年7月11日時点におけるアーカイブ。2024年8月1日閲覧。
6. ↑  『常磐線の全線運転再開の見通しについて』（PDF）（プレスリリース）東日本旅客鉄道、2016年3月10日。オリジナルの2020年11月21日時点におけるアーカイブ。2020年12月1日閲覧。

#### 新聞記事
1. ↑  「「夜ノ森駅舎」解体へ 1世紀にわたり富岡町民らの生活支える」『福島民友』2018年6月8日。オリジナルの2018年6月8日時点におけるアーカイブ。2021年4月8日閲覧。
2. ↑  「JR常磐線の夜ノ森駅駅舎の解体工事開始 福島第1原発事故後の不通区間」『毎日新聞』2019年1月21日。オリジナルの2019年1月21日時点におけるアーカイブ。2019年1月21日閲覧。
3. 1 2  「富岡避難一部解除 東日本大震災、東電福島第一原発事故9年」『福島民報』福島民報社、2020年3月11日。オリジナルの2020年4月27日時点におけるアーカイブ。2020年4月27日閲覧。
4. ↑  「JR常磐線が3月14日全線復旧 震災で不通、最後の区間再開」『共同通信』2019年12月14日。オリジナルの2019年12月14日時点におけるアーカイブ。2019年12月14日閲覧。
5. 1 2  「<富岡・夜ノ森駅>自由通路 来年度末までに整備」『河北新報』2018年6月8日。オリジナルの2018年6月12日時点におけるアーカイブ。2018年6月8日閲覧。
6. ↑  「常磐線3月14日全線再開」『読売新聞』2020年1月18日。オリジナルの2020年1月18日時点におけるアーカイブ。2020年1月21日閲覧。
7. ↑  「「旧駅舎」再現! 待合室が完成 常磐線・夜ノ森駅敷地内に整備」『福島民友新聞』2020年12月1日。オリジナルの2020年12月1日時点におけるアーカイブ。2020年12月1日閲覧。
8. 1 2  「「夜ノ森駅舎」解体へ 1世紀にわたり富岡町民らの生活支える」『福島民友』2018年6月8日。オリジナルの2018年6月12日時点におけるアーカイブ。2018年6月8日閲覧。
9. ↑  「常磐線、14日に全線再開 9年ぶり富岡-浪江間運行」『河北新報』2020年3月13日。オリジナルの2020年3月20日時点におけるアーカイブ。2024年11月4日閲覧。
10. 1 2 3 4  「消える富岡のシンボル 夜ノ森駅のツツジ撤去へ」『福島民報』2016年10月4日、東日本大震災「福島第一原発事故」アーカイブ。2016年12月14日閲覧。
11. 1 2 3  曽根田和久「ツツジ、また咲くか…除染で伐採、住民ら再生へ」『毎日新聞』2017年1月27日。2017年1月30日閲覧。
12. ↑  「ツツジの構内を低速運転 福島・JR夜ノ森駅」『産経新聞』2010年5月7日。オリジナルの2010年11月19日時点におけるアーカイブ。2010年5月7日閲覧。
13. ↑  「常磐線、20年3月までに全線再開 JR東が発表」『日本経済新聞』日本経済新聞社、2016年3月10日。2016年3月14日閲覧。
14. ↑  「夜ノ森駅ツツジ再生花咲く 福島、除染で一度切り株に」『日本経済新聞』日本経済新聞社、2020年4月27日。2021年3月16日閲覧。

### 利用状況
1. ↑  “各駅の乗車人員（2000年度）”.   東日本旅客鉄道. 2019年3月4日閲覧。
2. ↑  “各駅の乗車人員（2001年度）”.   東日本旅客鉄道. 2019年3月4日閲覧。
3. ↑  “各駅の乗車人員（2002年度）”.   東日本旅客鉄道. 2019年3月4日閲覧。
4. ↑  “各駅の乗車人員（2003年度）”.   東日本旅客鉄道. 2019年3月4日閲覧。
5. ↑  “各駅の乗車人員（2004年度）”.   東日本旅客鉄道. 2019年3月4日閲覧。
6. ↑  “各駅の乗車人員（2005年度）”.   東日本旅客鉄道. 2019年3月4日閲覧。
7. ↑  “各駅の乗車人員（2006年度）”.   東日本旅客鉄道. 2019年3月4日閲覧。
8. ↑  “各駅の乗車人員（2007年度）”.   東日本旅客鉄道. 2019年3月4日閲覧。
9. ↑  “各駅の乗車人員（2008年度）”.   東日本旅客鉄道. 2019年3月4日閲覧。
10. ↑  “各駅の乗車人員（2009年度）”.   東日本旅客鉄道. 2019年3月4日閲覧。
11. ↑  “各駅の乗車人員（2010年度）”.   東日本旅客鉄道. 2019年3月4日閲覧。